# Hederquellen
Koordinaten: 51° 39′ 13,5″ N, 8° 36′ 2,3″ O
Die Hederquellen im nordrhein-westfälischen Kreis Paderborn sind die im Salzkottener Stadtteil Upsprunge gelegenen Karstquellen des 11,8 Kilometer langen Lippe-Nebenflusses Heder. Nach den Paderquellen bilden sie das zweitstärkste Quellgebiet in Nordrhein-Westfalen.

## Lage
Der Hederquellteich befindet sich auf einer Höhe von rund 101 m ü. NHN im südlichen Teil von Upsprunge, etwa 200 Meter südöstlich der St.-Petrus-Kirche. Er liegt ca. 6,5 Kilometer nordöstlich von Geseke, 8,5 Kilometer westlich von Borchen und ca. 6 Kilometer nordwestlich (jeweils Luftlinie) von Niederntudorf. Oberhalb des Quellteiches gibt es weitere Quellaustritte, von denen einer nur wenige Meter von der Hederbornstraße entfernt liegt. Die Heder verlässt das Quellgebiet als ca. 9 Meter breiter Fluss in Richtung Salzkotten.

## Quellbeschreibung

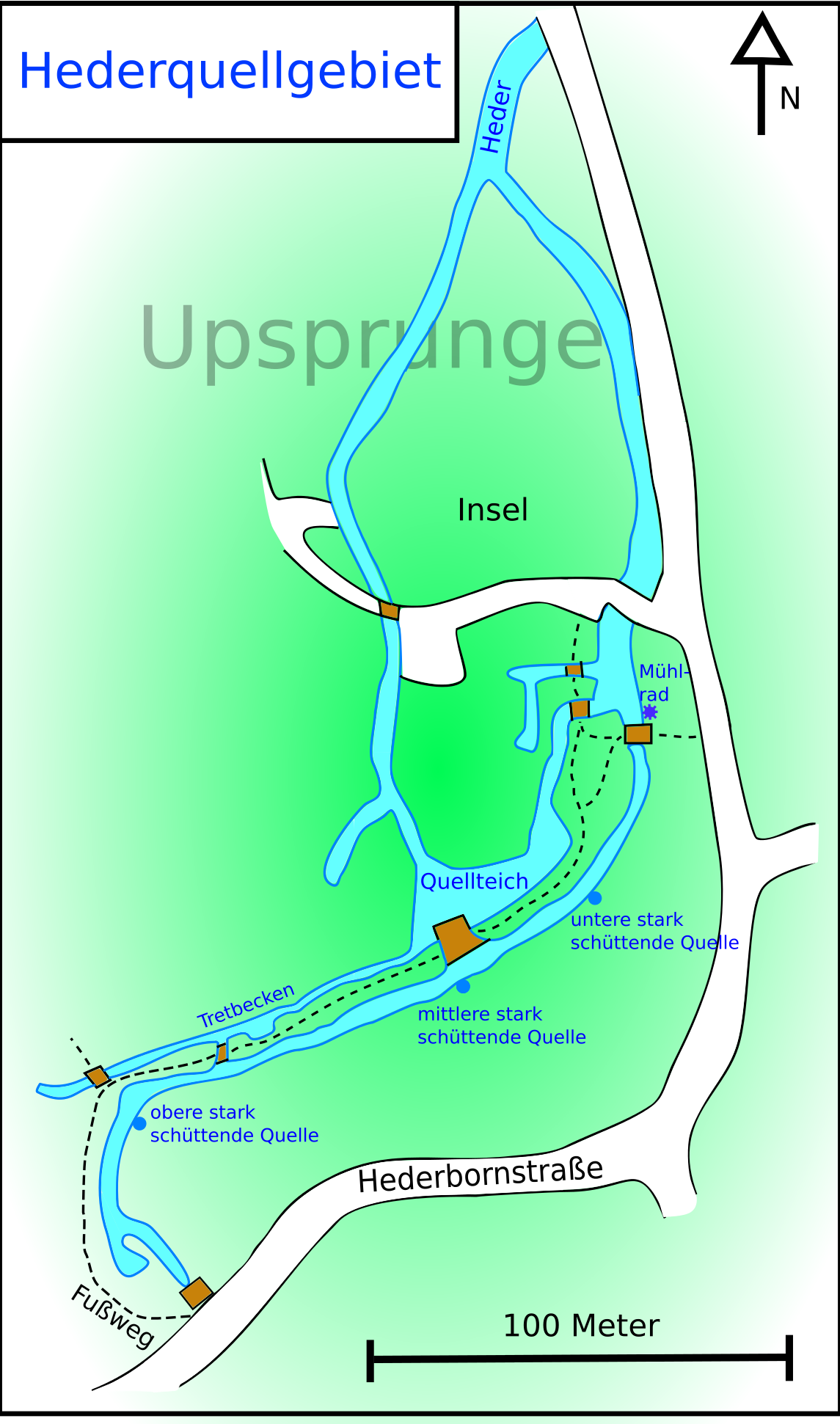
Übersichtskarte des Hederquellgebiets in Upsprunge

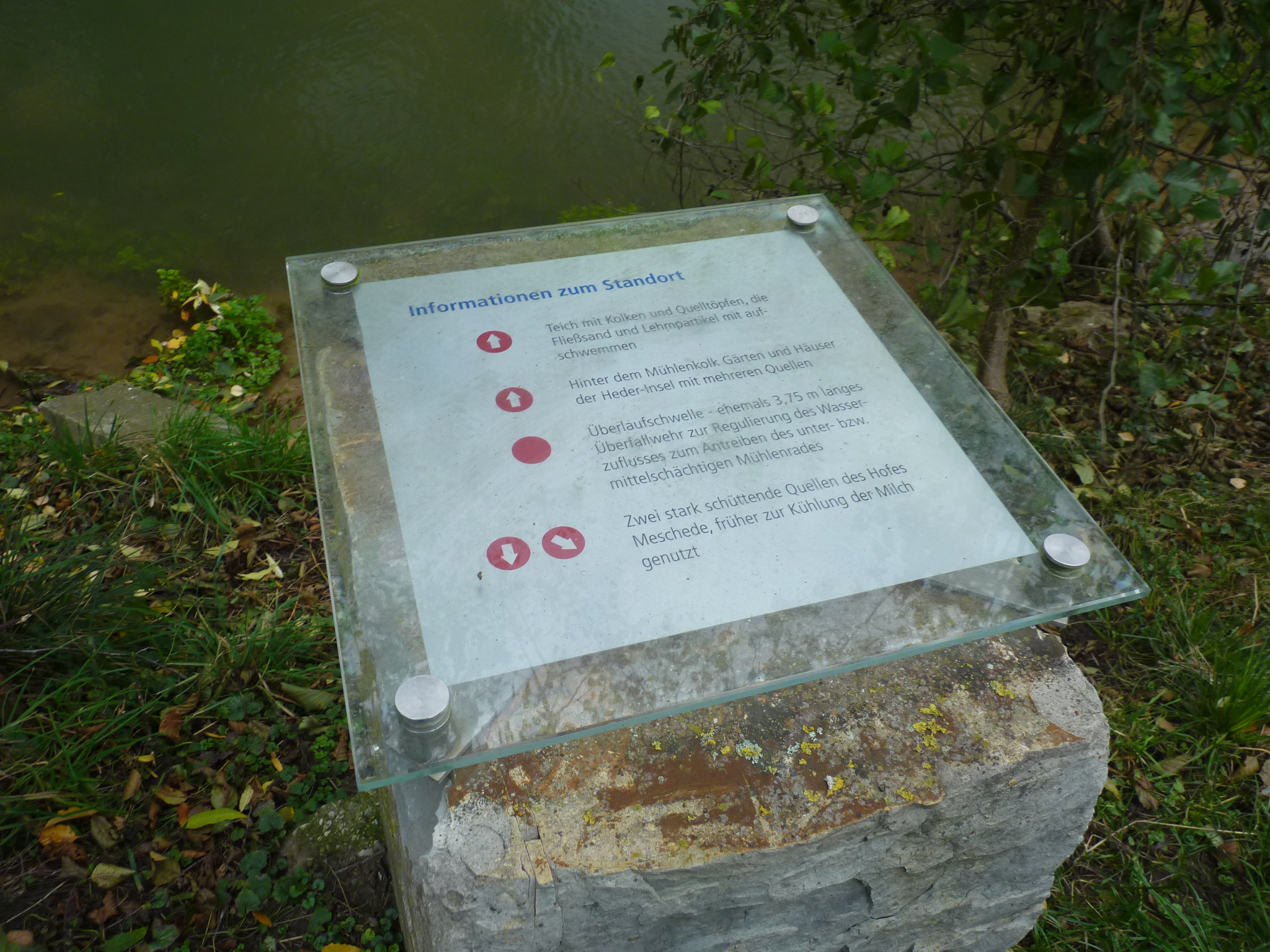
Informationstafel im Hederquellgebiet in Upsprunge

Das Quellgebiet besteht aus 18 Hederquellen (anderen Angaben zufolge 20 Hederquellen, davon 4 Schicht- und 16 Barrierequellen), von denen 13 mit Almewasser gespeist werden. Die Alme-Wasserführenden Quellen sind Karstquellen, deren Wasser zum großen Teil aus Versickerungen der Alme im karstigen Untergrund zwischen Brenken und Wewelsburg stammt. In diesem Bereich fällt die Alme im Sommer häufig komplett trocken. Das Alme-Wasser legt dann eine Strecke von 7 km zurück und benötigt dafür ca. 23–30 Stunden. Anschließend tritt es in den Hederquellen wieder zu Tage, da sich das Wasser dort am "Emscher Mergel", einer wasserundurchlässigen Schicht, staut.
Die Schüttung aller Karstquellen (und Schichtquellen aus geringerer Tiefe) zusammengerechnet schwankt zwischen 500 und 5000 Litern pro Sekunde. Im Mittel beträgt die Schüttung 1.900 Liter pro Sekunde, die Temperatur der Quellen schwankt zwischen 6 und 11 Grad. Mehrere Karstquellen weisen enorm starke Schüttungen auf, darunter 3 Karstquellen, welche unter den Bauernhöfen im Quellgebiet zutage treten. Diese sind (wie das Dorf Upsprunge) "auf den Quellen" gebaut. Eine weitere sehr starke Quelle ist die oberste Quelle nahe der Hederbornstraße.
Im Quellgebiet wurde ein vernetztes Gewässersystem angelegt, welches schließlich in einem Quellteich mündet, in dem weitere überstaute Quellen zutage treten. die Heder spaltet sich hier in zwei Arme, von denen einer ein historisches Mühlrad antreibt und – wie auch der andere Wasser von weiteren Quellen von der Hederinsel aufnimmt. Nach 250 m vereinigen sich beide Quellarme und bilden einen ca. 9 Meter breiten Fluss.
Im Jahre 2006 wurde das Hederquellgebiet neu gestaltet, unter anderem mit einem vom Quellwasser gespeisten Tretbecken. Zusätzlich wurden im Mai 2008 Informationstafeln an den Quellen aufgestellt.

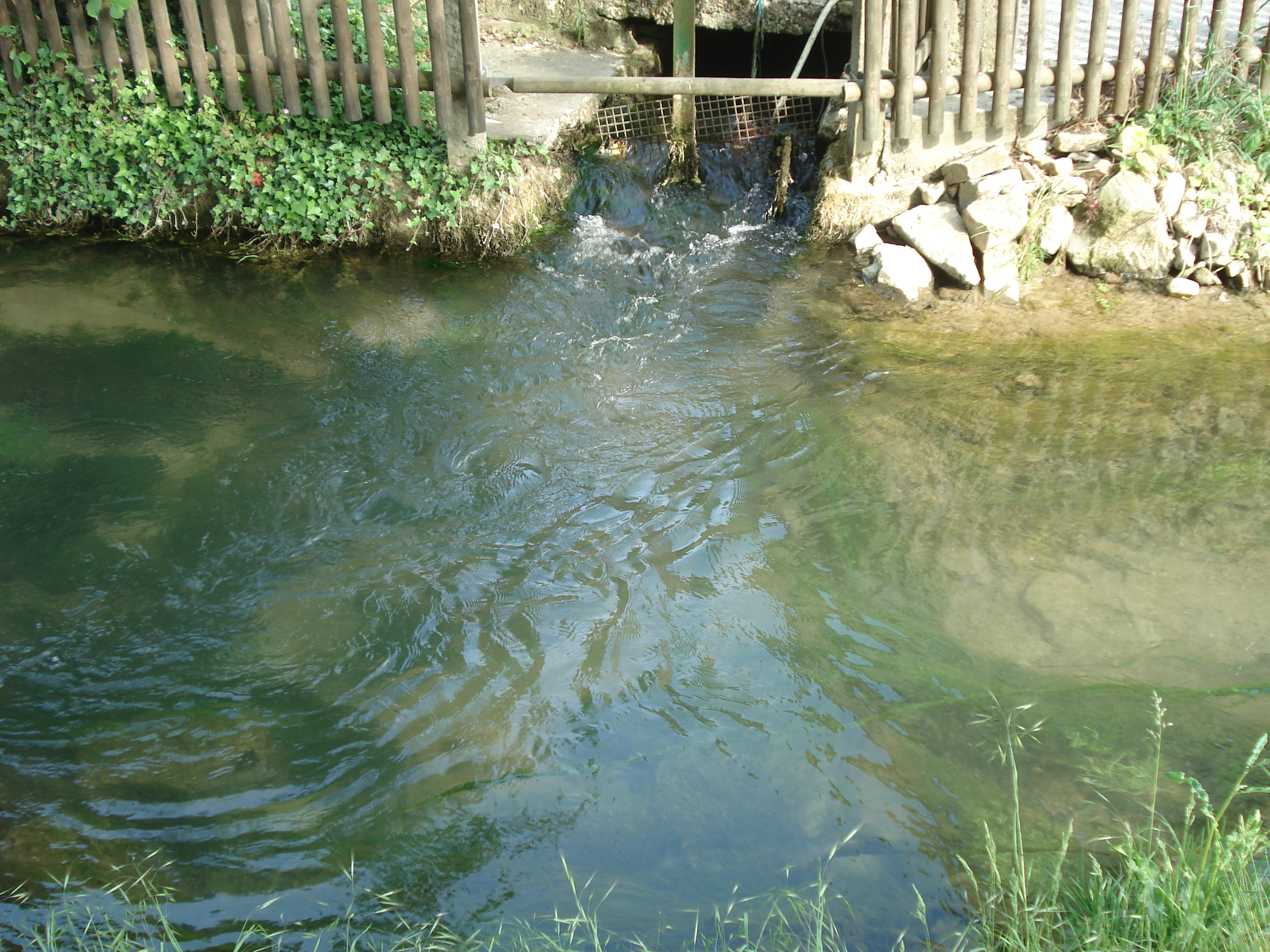
Die obere stark schüttende Quelle
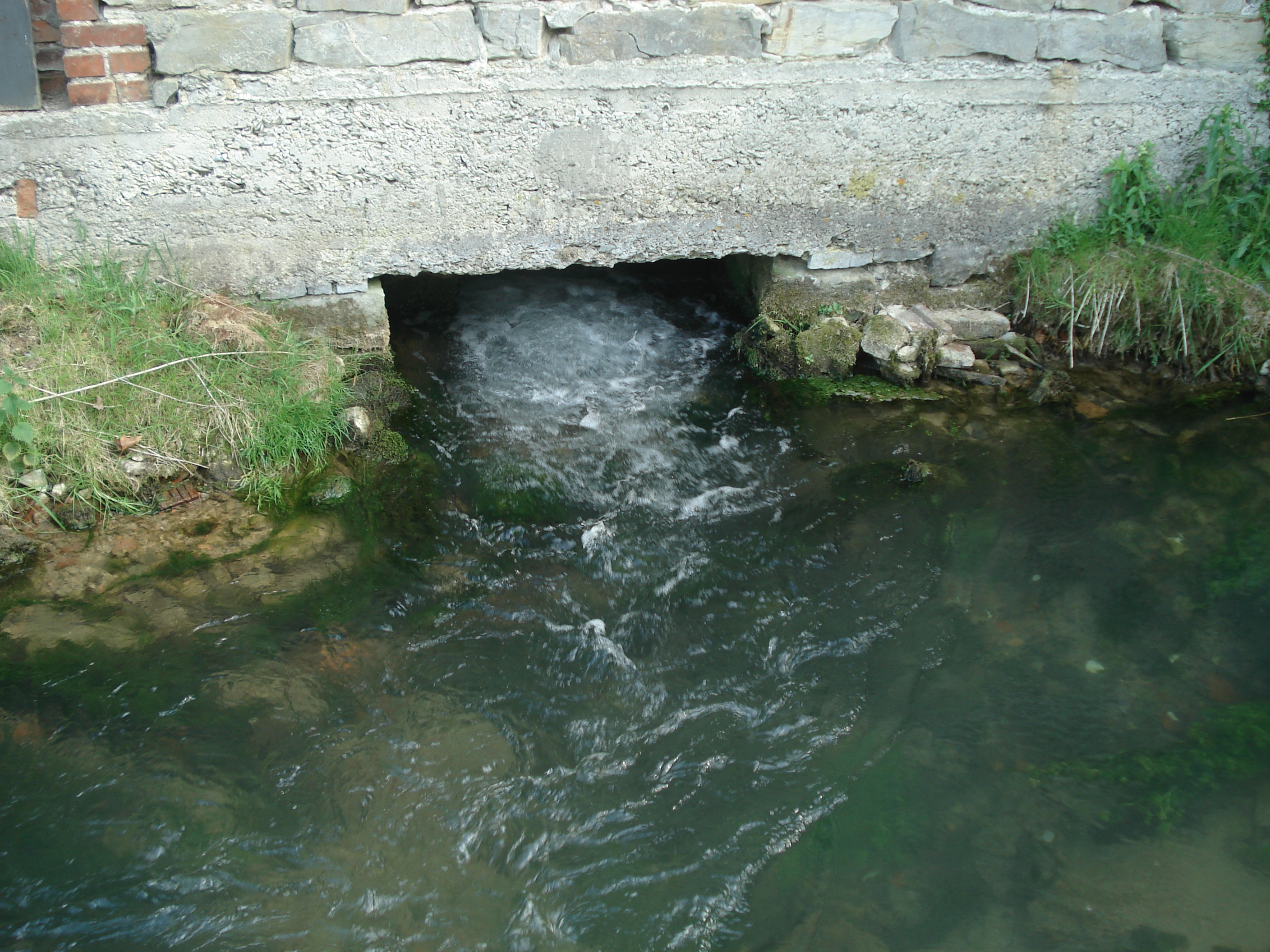
Die mittlere stark schüttende Quelle
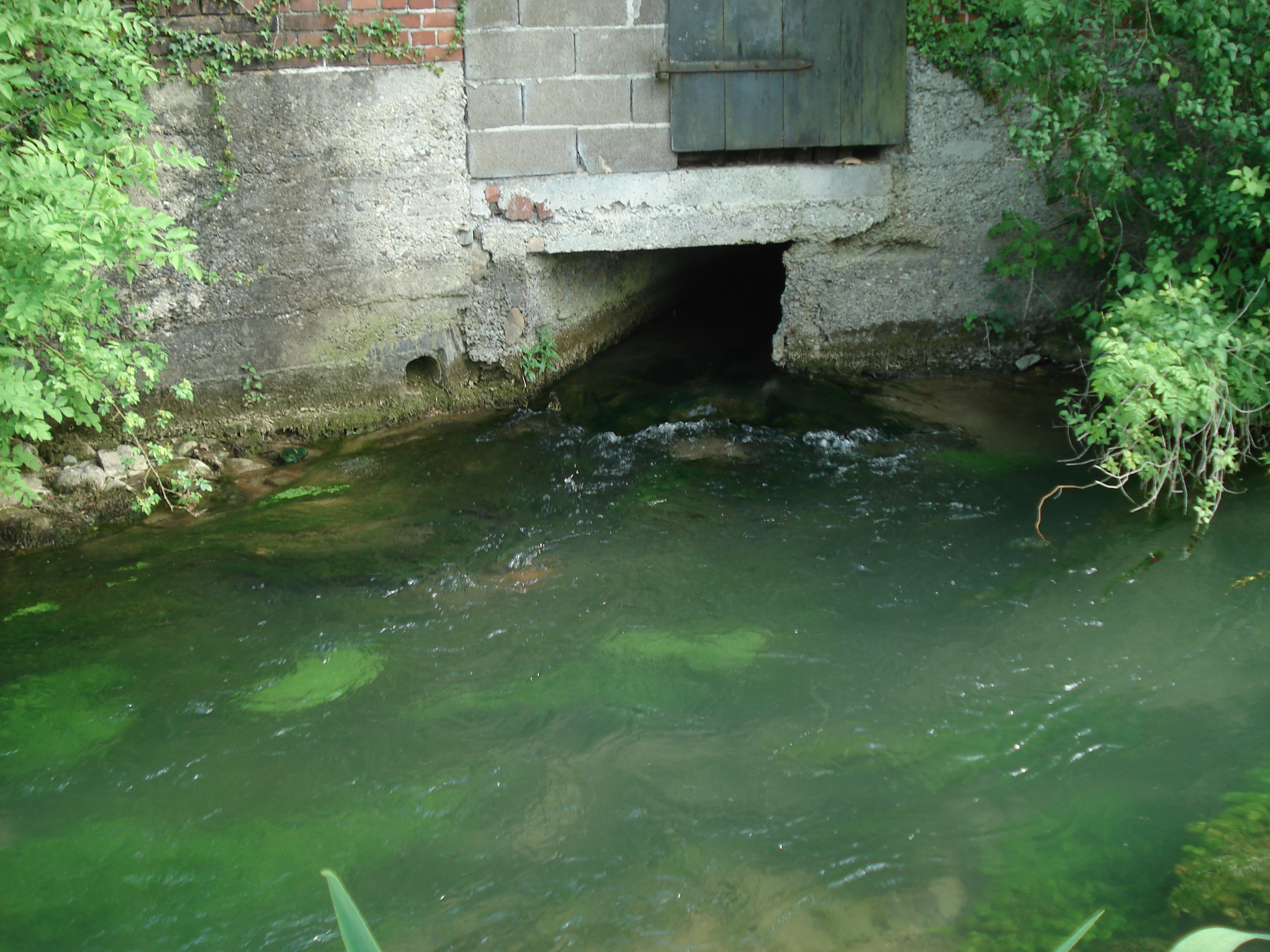
Die untere stark schüttende Quelle

## Verkehr und Wandern
Südlich und östlich am Hederquellgebiet vorbei verläuft die Hederbornstraße. Unmittelbar durch das Quellgebiet verläuft ein Fußweg, über den unter anderem ein historisches Mühlrad  und ein Tretbecken im Quellgebiet zu erreichen ist.